# Nosale
Nosale – wieś w Polsce położona w województwie wielkopolskim, w powiecie kępińskim, w gminie Bralin.
W latach 1975–1998 miejscowość administracyjnie należała do województwa kaliskiego. W okresie międzywojennym oraz w latach 1945–1975 wieś należała do województwa poznańskiego.

## Położenie geograficzne
- Wieś leży na poł.-zach. od Kępna na ziemi kępińskiej, która jest położona na poł.-wsch. obszarze Niziny Śląskiej. Nosale leżą na wysokości 192,7 m n.p.m. Od strony Żurawińca (naprzeciw cmentarza) jest wzniesienie o wysokości 206,4 m n.p.m., po przeciwnej stronie cmentarza (w kierunku Działoszy) jest wzniesienie o wysokości 208 m n.p.m., w kierunku zbiornika wodnego Brodzisko jest wzniesienie o wysokości 199 m n.p.m. (w tym miejscu najprawdopodobniej stał drewniany wiatrak), pomiędzy drogą zwaną "Brzozówką" a laskiem zwanym "Remizą" (kierunek Nowa Wieś Książęca) jest wzniesienie o wysokości 190,4 m n.p.m.
- Na zachód od Nosal jest wieś Mnichowice oddalona o niecałe 3 km, na pół.-zach. od Nosal jest Bralin oddalony o 4 km (polna droga, przy której stoi Sanktuarium Maryjne na Pólku pod Bralinem), od pół.-wsch. leży wieś Działosze oddalona o niecały 1 km, od wschodu leży wieś Grębanin - Kolonia Druga (tzw. Hanobry) oddalona o 0,5 km, od poł.-wsch. leży wieś Żurawiniec oddalona o 3 km (polna droga), od poł.-wsch. leży wieś Nowa Wieś Książęca oddalona o 3 km (polna droga).
- Na ukształtowanie się rzeźby terenu, na którym leży wieś Nosale decydujący wpływ miał kilkakrotnie lodowiec ze Skandynawii.

## Herb i pieczęć wsi
Herbem wsi było drzewo samotnie w polu stojące, może lipa lub wiąz (wiąz samotnie stojący w polu przy drodze w kierunku zbiornika wodnego Brodzisko), jak to wykazuje pieczęć gminna, pochodząca z początku XIX wieku. Pieczęć nie jest jednak wyraźna i możliwe, że obok drzewa jeszcze coś się znajduje. O takiej pieczęci wspominają Wilpert i Kutzer, jednakże nie podają ani napisów, ani rozmiarów pieczęci, ani archiwum, gdzie ją znaleźli.

## Historia
- Nosale – w języku niemieckim wieś nazywała się Nassadel – co znaczy "Mokra igła" lub "Mokre szlachectwo" – Inne tłumaczenie nazwy Nassadel – to: "na siedle" – czyli osada nad wodą, gdyż w środku wioski jest staw (obecnie zarybiony) lub wypukła część wzniesienia – gdyż część wsi jest wyżej położona – na zboczu parórka.
- Na język polski Nassadel jest różnie tłumaczone: Nosale (gmina Bralin), Nasale (koło Byczyny).
- Dobra nosalskie datują się z XV w., gdy zaczęły należeć do wolnego stanowego państwa sycowskiego.
- Pierwsza historyczna wzmianka o Nosalach pochodzi z 04.12.1498 roku, kiedy to majątek ziemski nabył Jan Domasłowski z Domasłowa. W Słowniku geograficznym Królestwa Polskiego i innych krajów słowiańskich, Tom VI, s. 926 podana jest nazwa wsi: "Nassole". Ponadto podana jest data pierwszej historycznej wzmianki na temat wsi – rok 1452 i nazwa wsi: "Nossale".
- Od około 1540 roku dobra nosalskie stają się własnością Trzcińskich. Na skutek dzielenia majątku właścicielem Nosal został w 1660 r. Jan Ernest von Trzciński – najmłodszy syn Ernesta von Trzcińskiego – właściciela Perzowa, Domasłowa i Nosal.
- Jan Ernest sprzedał dwór nosalski w 1702 r. Krystianowi Henrykowi von Poser. Po nim majątek objął w 1735 r. jego syn, który w 1749 r. odsprzedał swojemu bratu Janowi Bogumiłowi von Poser. W 1782 r. właścicielem zostaje Bogumił Henryk von Poser. W 1783 r. majątek przejmuje Christian Wilhelm von Poser. Po nim majątkiem zarządza od 1801 r. Karolina Krystyna Riemer von Riemberg (wdowa po Christianie Wilhelmie von Poser). Następnie jej syn Karol Krystian Fryderyk von Poser a od 1826 r. jego spadkobiercy.
- W 1840 roku właścicielem jest Moritz Wilhelm von Prittwitz pruski ziemianin, syn Moritza Prittwitza. Moritz Prittwitz ożenił się w Droszkach 4 sierpnia 1791 r. z Luisą Wilhelminą Friederiką von Poser (22.04.1775-01.02.1833), najstarszą córką Christiana Wilhelma von Poser (właściciela Nosal i Droszek) i Karoliny Krystyny Riemer von Riemberg.
- W 1873 r. właścicielem zostaje Robert von Pogrell. Tu w 05.06.1879 r. urodził się Robertowi von Pogrell syn Günter (+08.07.1944 w Bad Reichenhall), który 01.10.1936 r. został mianowany generałem kawalerii. Günter von Pogrell był ostatnim w historii armii niemieckiej generałem kawalerii.
- W 1881 r. właścicielem jest Towarzystwo Handlowe Gideon von Paschalys.
- Od 1906 r. majątek ziemski przeszedł w posiadanie Marii i Alfreda von Zerboni di Sposetti (Maria von Zerboni di Sposetti z domu Klose (Klose – takie nazwisko figuruje na grobowcu vel Klein? – takie nazwisko figuruje w genealogii rodziny) (21.12.1856-13.04.1930) i Alfred von Zerboni di Sposetti (23.09.1848-20.02.1920, zmarły w Sycowie). Byli oni wyznania ewangelickiego (grobowiec w Nosalach znajduje się w części cmentarza dla ewangelików), chociaż przodkowie Alfreda von Zerboni di Sposetti byli katolikami. Rodzicami Alfreda byli: Mortimer von Zerboni di Sposetti, (ur. 18.10.1813, zm. 07.06.1870) i Albertine Laffert. Grobowiec Marii i Alfreda znajduje się na cmentarzu w Nosalach – kierunek Grębanin). Grobowiec jest wykonany z czarnego granitu. Po śmierci Marii i Alfreda majątek odziedziczyła ich córka Margarete Dorothea (ur. 24.11.1896 w Nassadel (Nosalach?)). Pierwszy jej mąż nazywał się Kaffka. Drugim mężem był Theo von Brauncik (ur. 13.02.1894 r. w Brnie), z którym zarządzali majątkiem do około 1944/45 roku. Według danych genealogii rodu von Zerboni di Sposetti nie podaje się ich daty śmierci. Być może zginęli w zawierusze wojennej, uciekając przed frontem wschodnim. Majątek liczył wówczas około 400 ha (1600 mórg) ziemi. Obecnie ziemia majątku została rozparcelowana i sprzedana prywatnym właścicielom.
- W spisie ludności z 1.12.1910 w Nosalach na wsi żyły 52 osoby i 156 we dworze. Współcześnie mieszka ok. 200 osób.
- Dnia 18 stycznia 1920 roku na mocy postanowień traktatu wersalskiego w granicach Polski znalazła się wschodnia część powiatu sycowskiego. Sadyba powiatu – Syców – pozostała po niemieckiej stronie granicy. Polską część powiatu sycowskiego przyłączono do powiatu kępińskiego: (Bałdowice, Bralin, Chojęcin, Domasłów, Gola, Głupia gęś Wielka, Miechów, Marcinki, Mnichowice, Nosale, Nowa Osada rolnicza Książęca, Pisarzowice, Słupia, Tabor Zbity, Tabor Silny, Trębaczów, Turkowy, Zbyczyna) w województwie poznańskim.
- Po wojnie w majątku ziemskim mieściło się Państwowe Gospodarstwo Rolne. W budynku dworskim – od strony zachodniej było na parterze przedszkole. Po stronie południowo-wschodniej mieściły się biura PGR. Po stronie północno-wschodniej oraz na piętrze mieściły się mieszkania dla pracowników biurowych i zootechników PGR.
- Obecnie dworek wraz z zabudowaniami gospodarczymi jest własnością Michała Alberta z Łęki Mroczeńskiej. Nowy właściciel prowadzi prace renowacyjne w zespole dworskim.

## Zabytki
- Murowany z cegły dworek barokowy najprawdopodobniej z 1803 roku (dwór, nr rej.: 37/A z 17.12.1964) wraz z zabudowaniami gospodarczymi, które z dworkiem tworzą zamknięty prostokąt od strony południowej. Dworek został wybudowany w Nosalach, gdy właścicielami była rodzina von Poser und Groß-Nädlitz. Dworek jest zbudowany na rzucie prostokąta i zwrócony frontem na południe. Posiada dach mansardowy dwuspadowy typu polskiego z naczółkami i jest pokryty czerwoną dachówką. Dworek jest parterowy, potynkowany z piętrowymi facjatkami oraz częściowo podpiwniczony. Szczyty facjat mają kształt falisty z wazonami na narożnikach. Fasada dworku jest dziewięcioosiowa. Od strony dworskiego podwórza weranda z tarasem balkonowym. Wnętrze posiada układ dwutraktowy z sienią. W sieni drewniana klatka schodowa z XIX wieku. W dwóch z pokoi zachował się kominek z czarnego marmuru (strona południowo-wschodnia dworku na parterze oraz na piętrze południowo-zachodnia strona). Od strony południowej (do 1905 r.) była drewniana altana, która została zastąpiona murowaną przybudówką z tarasem. Dworek w 1964 r. został wpisany do rejestru zabytków powiatu kępińskiego.
- Niegdyś na zwieńczeniu słupa bramy wjazdowej widniała data 1905 r. w formie proporca (wykonany z metalu). Była to data upamiętniająca remont dworku przeprowadzony w 1905 roku.
- Od strony Mnichowic szczątkowe pozostałości po karczmie w formie zarysów fundamentów. Karczma została zburzona na początku lat 70. XX w.
- Przed 1939 r. działała w Nosalach gorzelnia (zachował się budynek gorzelni z widocznym z oddali kwadratowym kominem z czerwonej cegły, którego objętość się zwęża). Poważnych uszkodzeń w pomieszczeniach gorzelni dokonali w styczniu 1945 roku żołnierze armii radzieckiej z powodu zawartości zbiorników ze spirytusem, który chętnie pili. Na cmentarzu w Nosalach, na części protestanckiej jest grób Oswalda Orgela (+1904), który w majątku ziemskim w Nosalach był odpowiedzialny za produkcję spirytusu w gorzelni. Na pomniku jest napisane, że był on gorzelnikiem.
- W wiosce znajduje się budynek szkoły z 1857 roku. Szkoła czteroklasowa istniała tu do czerwca 1977 roku. Ostatnim nauczycielem uczącym w tej szkole był Benedykt Krzak (+2008). Potem budynek służył jako mieszkanie dla nauczycieli, w którym do 2002 r. mieszkali Marian (nauczyciel biologii i matematyki w szkole podstawowej w Nowej Wsi Książęcej) i Teresa Szpruch i który został zburzony pod koniec października 2014 r.
- Naprzeciw budynku szkolnego stoi kapliczka ku czci Matki Bożej (trudno ustalić wiek tej budowli).

## Drzewostan dworskiego parku i okolicy
- 2 dęby bezszypułkowe – Quercus petraea – około stu kilkudziesięciu lat; 1 okaz przy starej gorzelni od strony wschodniej dworu (jeszcze w latach 80. XX w. były dwa okazy obok starej gorzelni), a drugi przy bramie wjazdowej na teren dworski od strony zachodniej.
- 1 wiąz szypułkowy – Ulmus laevis – około dwustu lat; przy drodze na "Brodzisko"; (niegdyś w tym miejscu stał drewniany wiatrak – jest zaznaczony na mapach z 1802-03 i 1830 roku). Ten wiąz uschnął jesienią 2011 roku (ścięty latem 2014 r.). Drugi okazały wiąz rósł obok karczmy, ale w 2006 roku został ścięty z powodu uschnięcia.
- Od bramy wjazdowej do dworku przy polnej drodze do Nowej Wsi Książęcej jest aleja jesionowa z początków XX w. Kończy się w okolicach remizy.
- Park dworski – mieści się po północno-wschodniej stronie dworku. Obecnie bez szczególnych okazów drzewostanu – kilkanaście drzew kasztanowca zwyczajnego – Aesculus hippocastanum – (dwa niewielkie skupiska w parku po kilka sztuk oraz obok samego dworku od strony zachodniej), jesionów (Fraxinus), grabów – Carpinus (wschodnia strona parku obsadzona jest aleją jesionową), brzóz brodawkowatych – Betula pendula vel Betula verrucosa, wiązów – Ulmus laevis oraz grochodrzewu akacjowego (vel robinia akacjowa – potocznie zwana akacją) – Robinia pseudacacia.
- W pierwszej połowie 2007 zostały wycięte drzewa owocowe z dworskiego sadu. Zachowało się jedynie kilka drzew orzecha włoskiego – Juglans regia.
- Przed dworkiem rosły niegdyś (zostały wycięte): świerk srebrzysty – Picea oraz buk – Fagus.
- Cmentarz w Nosalach jest obsadzony brzozami z tego samego okresu, co droga zwana potocznie "Brzozówką".

## Lokalne słownictwo i nazwy
- Berlinek – budynek należący do zabudowań majątku ziemskiego. Od kilkunastu lat mieści się w nim kaplica pw. Miłosierdzia Bożego.
- Hyry – nazwa Żurawińca
- Glinianki – naprzeciw cmentarza miejsce, gdzie niegdyś kopano glinę.
- Pięciorak – budynek mieszkalny z białej cegły od strony Mnichowic.
- Brzozówka – nazwa drogi wysadzonej brzozami między Nosalami a Żurawińcem.
- Remiza – nazwa lasku należącego do majątku ziemskiego przy polnej drodze do Nowej Wsi Książęcej.
- Hanobry vel Chanobry – nazwa Kolonii Grębanin II.